# 9 mm Glisenti
Die Patrone 9 mm Glisenti war Standard-Pistolenmuntion der italienischen Streitkräfte.
Sie wurde für die Glisenti-Selbstladepistole M.1910 entwickelt, die unter dieser Modellbezeichnung in der italienischen Armee als Ordonanzwaffe eingeführt war. Die Patrone ist äußerlich mit der 9-mm-Parabellum (Kegelstumpfgeschoss) identisch. Der einzige Unterschied besteht in der um etwa ein Drittel geringeren Leistung, bedingt durch die Konstruktion der Glisenti-Pistole. Die Glisenti-Patrone wurde nur mit einem Kegelstumpf-Geschoss gefertigt. Eine einwandfreie Unterscheidung zwischen 9 mm Glisenti und 9-mm-Parabellum (Kegelstumpfgeschoss) ist nur über den Bodenstempel möglich.
Glisenti-Patronen wurden nur in Italien gefertigt und tragen meist die Kennzeichnung der staatlichen Munitionsfabriken. Die Patrone wurde bis 1938 in der italienischen Armee verwendet. Heute wird sie nur noch von Fiocchi hergestellt.

## Synonyme
- 9mm Ital. Pist. Patrone 1910
- PLA. MO. 1910 LRI

## Waffen
- Selbstlade-Pistole Glisenti M.1910
- Villar-Perosa M1915